# Municipio de Franconia (Pensilvania)
El municipio de Franconia  (en inglés: Franconia Township) es un municipio ubicado en el condado de Montgomery en el estado estadounidense de Pensilvania. En el año 2000 tenía una población de 11.523 habitantes y una densidad poblacional de 321,7 personas por km².

## Geografía
El municipio de Franconia se encuentra ubicado en las coordenadas 40°18′34″N 75°21′22″O / 40.30944, -75.35611.

## Demografía
Según la Oficina del Censo en 2000 los ingresos medios por hogar en la localidad eran de $62,126 y los ingresos medios por familia eran $67,209. Los hombres tenían unos ingresos medios de $49,952 frente a los $32,925 para las mujeres. La renta per cápita para la localidad era de $25,751. Alrededor del 3,1% de la población estaban por debajo del umbral de pobreza.